# Nacionalni park Redwood
Nacionalni park Redwood (en.: Redwood National and State Parks) je jedan od ukupno 58 nacionalnih parkova Sjedinjenih Američkih Država, smješten uz sjevernu obalu američke savezne države Kalifornije. U njemu se nalazi gotovo 45% šuma obalnih sekvoja (en. coast redwood, po čemu je park dobio ime), najvišeg i najmasivnijeg drveća na svijetu, koja pokrivaju oko 157,75 km² parka. Pored njih u parku je zadržana izvorna flora i fauna šuma i prerija, ali i brojni nedirnuti izvori, potoci i 60 km morske obale u kojima obitavaju morski lavovi, bjeloglavi orao i ugroženi kalifornijski smeđi pelikan (Pelecanus occidentalis). Zbog toga je Nacionalni park Redwood upisan na UNESCO-ov popis mjesta svjetske baštine u Sjevernoj Americi još 1980. godine.

## Povijest
Do 1850. godine šume obalne sekvoje su pokrivale više od 8.000 km² kalifornijske obale. Sjeverni dio tog područja izvorno je bio naseljen američkim Indijancima plemena Yurok, Tolowa, Karok, Chilula i Wiyot. Općenito, na području parka nalazi se preko 50 arheoloških lokaliteta (starih do 4500 godina), 19 povijesnih lokaliteta i 21 mjesto od posebnog značaja za lokalne indijanske zajednice. Bogatstvo područja je privuklo veliki broj tragača za zlatom tijekom kalifornijske zatne groznice. Neuspjeli tragači bi naposljetku postali drvosječe koji su obarali divovsko drveće za rastuće tržište San Francisca i drugih gradova zapadne obale SAD-a.
Nakon nekoliko desetljeća nekontrolirane i katastrofalne sječe, započelo se s pokušajima zaštite ovog područja. Liga za zaštitu obalne sekvoje (Save-the-Redwoods League), osnovana 1918. godine, uspjela je do 1920-ih isposlovati osnutak nekoliko državnih parkova: Prairie Creek, Del Norte Coast i Jedediah Smith. Oni su ujedinjeni u NP Redwood 1. siječnja 1968. godine. Do tada je gotovo 90% obalnih sekvoja već bilo posječeno, te od tada uprava parka pokušava očuvati i stabilizirati populaciju drveća, ali i vodene tokove u parku.

## Odlike
Visina NP Redwood varira od priobalnog pojasa do planina do 930 m nadmorske visine, tek nešto sjevernije od grada San Francisco. Obalni pojas je dug 55 km i odlikuje se strmim stjenovitim liticama, uščima potoka i pješčanim plažama. Tlo se sastoji od morskog pješčenjaka, aleurita i šejla iz razdoblja krede, ali se mogu naći i manje količine magmatskih stijena rožnaca, zelenog škriljevca i nekih metamorfnih stijena.
Dominantna vegetacija je šuma obalne sekvoje koja pokriva skoro 158 km², dok ostalih 208 km² čini druga vegetacija izrasla na posječenoj šumi sekvoja. Šuma sekvoja je ostatak divovske šume koja je u vrijeme dinosaura dominirala cijelim svijetom. Danas su ograničene na uska vlažna područja sjevernoameričke obale. Kako strmina i suhoća ovog područja raste, tako ovu šumu zamjenjuje prerijska vegetacija. Obalnim sekvojama treba oko 400 godina da dosegnu zrelost, a neki primjerci su stariji od 2000 godina. Njihova debela kora bez smole ih štiti od požara, ali klizišta tla i vjetar obaraju starija stabla. Autohtoni indijanski stanovnici su koristli ova oborena stabla za izgradnju kuća, čamaca, i općenito su ih smatrali svetima. Danas ova stabla stoje kao veličanstveni podsjetnik na sporu evoluciju prirode.
U šumama sekvoja obitava 75 vrsta sisavaca, a na vlažnim područjima, jezerima i potocima gnijezdi se nekoliko vrsta ptica vodarica, dok se na obalnim stijenama gnijezde morske ptice.
- Obala NP Redwood
- Estuarij rijeke Klamath
- Obalne sekvoje u parku Redwood
- Wapiti u parku
- Rekonstrucija indijanske Yurok kuće od dasaka sekvoje

## Ostali projekti
|  | Zajednički poslužitelj ima stranicu o temi Nacionalni park Redwood    |
|  | Zajednički poslužitelj ima još gradiva o temi Nacionalni park Redwood |